# Тростяница (Житомирская область)
Тростяница (укр. Тростяниця) — село на Украине, основано в 1802 году, находится в Малинском районе Житомирской области.
Код КОАТУУ — 1823488203. Население по переписи 2001 года составляет 90 человек. Почтовый индекс — 11620. Телефонный код — 4133. Занимает площадь 0,502 км².

## Адрес местного совета
11600, Житомирская область, Малинский р-н, с. Устиновка